# Leigh Sports Village
Leigh Sports Village er et stadion i Leigh, Manchester. Det er hjemmebane for den engelske FA Women's Super League-klub Manchester United W.F.C., ruygbyholdet Leigh Centurions og en række andre reserve- og akademihold underlagt Blackburn Rovers F.C. og Manchester United F.C.
Stadionet vil blive benyttet under EM i kvindefodbold 2022, med i alt tre gruppekampe og én kvartfinalekamp.